# Phoque annelé
Pusa hispida
Espèce
Répartition géographique
Statut de conservation UICN

 LC  : Préoccupation mineure
Le phoque annelé ou phoque marbré (Pusa hispida, anciennement Phusa hispida) est une espèce de phoque qui tire son nom des taches plus claires en forme d'anneaux parsemées sur son corps.
On pense souvent qu'il est le plus petit phoque au monde, alors que c'est le phoque de Sibérie qui détient le record, si l'on compare les moyennes de poids et taille.
À ne pas confondre avec Histriophoca fasciata, également appelé phoque annelé.

## Description

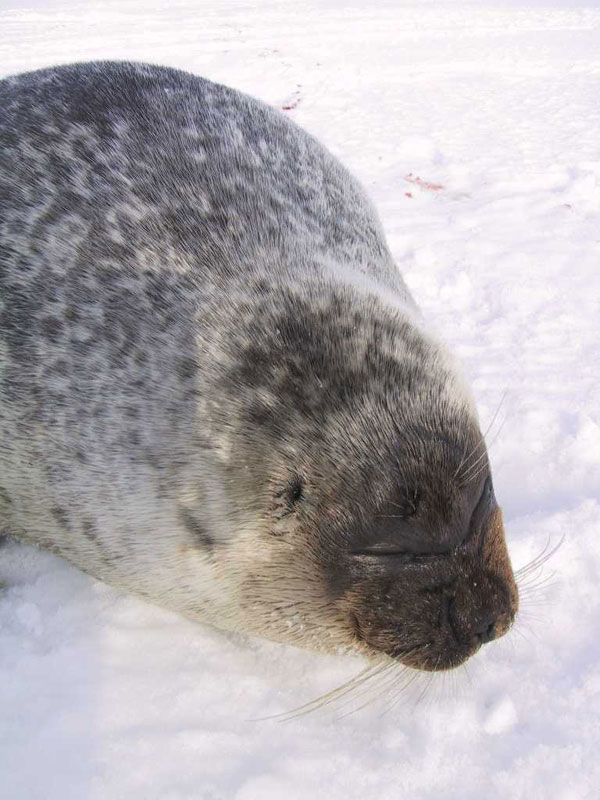
Tête et pelage de Pusa hispida

L’adulte, dont la taille moyenne se situe entre 122 et 165 cm, a le dos gris foncé parsemé d’anneaux pâles et le ventre argenté. Son poids moyen est 68 kg. La femelle est légèrement plus petite que le mâle. Le jeune sevré est uniformément gris avec une taille de 82 cm et un poids de 18 kg. Le nouveau-né est quant à lui tout blanc, mesurant 66 cm et pesant 4,5 kg.

## Répartition et habitat

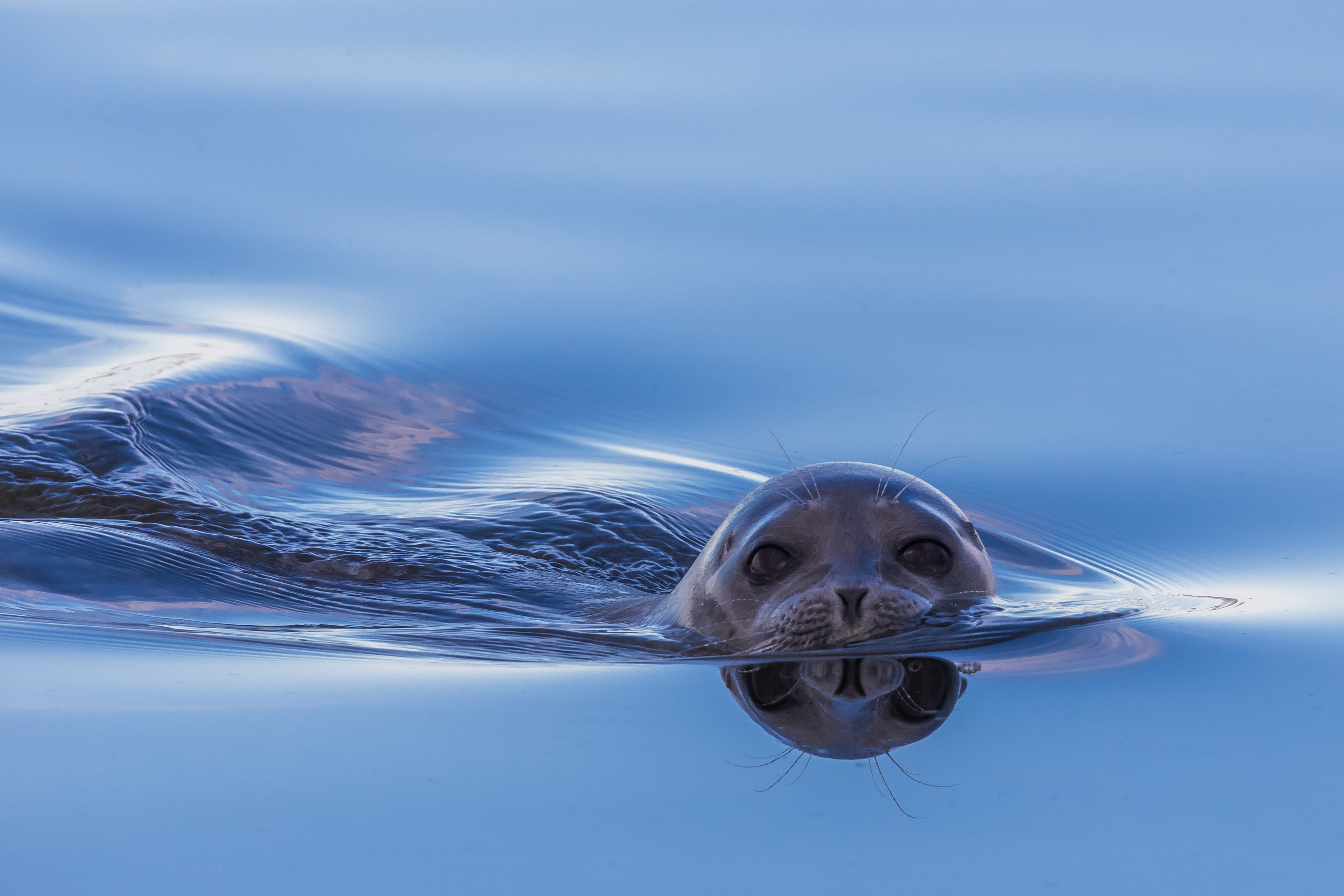
Un phoque annelé vous regarde depuis les îles Beguitchev en Russie. Aout 2015.

De tous les phoques ayant une répartition circumpolaire dans l’hémisphère nord, le phoque annelé est celui qui est le plus largement répandu. On le retrouve dans l’océan Arctique, l’archipel Arctique, la baie d’Hudson, la mer du Labrador, le nord du golfe du Saint-Laurent, la mer Baltique, la mer de Béring, la mer d’Okhotsk ainsi qu’au nord de la mer du Japon.
Les phoques annelés habitent sur la banquise pendant toute l’année. [réf. souhaitée] On retrouve les plus fortes concentrations de ces phoques près des côtes. [réf. souhaitée] Cependant, ils ont la capacité de construire et de maintenir des trous de respiration dans la glace, ce qui leur permet d'avoir des habitats loin des côtes, beaucoup plus loin que les autres phocidés [pourquoi ?]. [réf. souhaitée] Ces trous de respiration sont aussi les entrées de leurs abris qu’ils construisent dans la banquise pour se protéger du froid et de la prédation. [réf. souhaitée] Ces constructions sont spécifiques à cette espèce.

## Alimentation
Le régime du phoque annelé se compose de morues arctiques et de crustacés planctoniques. Il peut aussi se nourrir de crevettes et de chaboisseaux. Dans le lac Saimaa, un lac finlandais, situé à proximité de la frontière russo-finlandais, la proie favorite de ce phoque est le lavaret (appelé aussi corégone).

## Reproduction

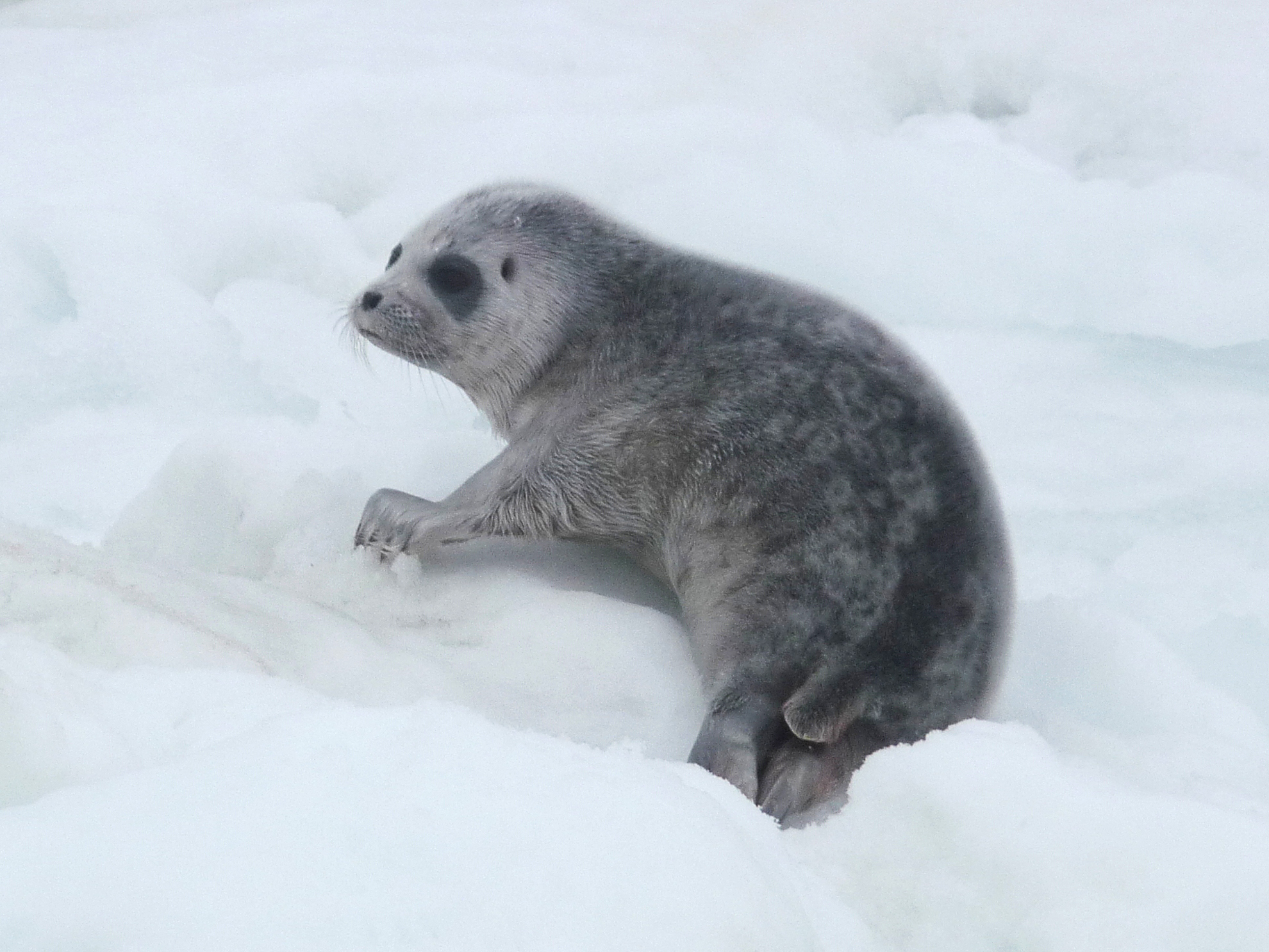
Bébé phoque annelé en Alaska

La maturité sexuelle est atteinte vers 6 ans chez les femelles et vers 7 ans chez les mâles. Les femelles donnent naissance à un blanchon par année et ce vers la fin du mois de mars dans leur abri dans la banquise. La gestation dure entre 9 et 11 mois. Les femelles élèvent ensuite leur petit dans leur abri où elles l’allaitent pendant 2 mois avant de l’abandonner. Lors de ces deux mois, le blanchon va renouveler ses poils pour acquérir un pelage imperméable gris et ainsi pouvoir aller dans l'eau. L’accouplement a lieu un mois après la naissance des blanchons mais l’implantation est retardée de quelques semaines voire quelques mois.

## Mue
La mue annuelle dure environ 3 semaines et fait suite à la reproduction, deux périodes pendant lesquelles le phoque reste sur la banquise, ainsi hors de l'eau les poils deviennent secs, caractéristique facilitant leur chute.

## Prédateurs
Ses principaux prédateurs sont l'ours polaire, le requin du Groenland, l'orque, le renard arctique et l'homme. Il est effectivement chassé par les Inuits.